# Приватність інформації
Приватність інформації англ. Information privacy, або приватність даних англ. data privacy (або захист даних англ. data protection) — взаємозв'язок між збором і розповсюдженням даних, технології, суспільне очікування недоторканності приватного життя, а також правові та політичні питання, пов'язані з ними.